# مزوپاز
میان‌ایست یا مِسومرز یا مِزوپاز (به انگلیسی: Mesopause) مرز جدایی میان مزوسفر (میان‌سپهر) و ترموسفر (گرماسپهر) است. سردترین دمای روی زمین (۱۰۰- درجه سانتی‌گراد) در مسومرز جای دارد. بلندای میان‌ایست در سال‌های بسیار حدود ۸۵ کیلومتر بالاتر از سطح زمین در نظر گرفته می‌شد، اما مطالعات تازه نشان می‌دهد که تا ۸۵ یا ۱۰۰ کیلومتر بالاتر از سطح زمین است.